# キラピチ
『キラピチ』は、Gakkenが奇数月15日に発行している女子小学生向けファッション雑誌。キャラクター雑誌の要素も持つ。掲載モデルはキラモの愛称で親しまれる。

## 概要
2012年12月17日、女子中学生向けファッション雑誌『ピチレモン』（2015年休刊）の妹雑誌として創刊。
キラピチvol.4（2013年9月17日発売）までは『ディズニープリンセス らぶ&きゅーと』別冊として不定期刊行されていたが、2013年12月号（2013年11月15日発売）から独立創刊され奇数月15日に隔月刊行されるようになった。
不定期ではあるが公式YouTubeチャンネル『キラピチTV』にてモデル達の撮影風景や新キラモの自己紹介動画等の配信も行っている。
年に1度『キラピチモデルオーディション』が開催され専属モデル『キラモ』を選出。一般から合格した場合は編集部が紹介する芸能事務所への所属がキラモになる条件である。キラモ出身のモデル・女優に福原遥、浜辺美波、原菜乃華、宮野陽名らがいる。なお福原遥は元々『ピチレモン』のモデルである。毎年12月号前後でモデルオーディションを開催しており、4−5人キラモが選出されている。
2018年11月発売の12月号にて発刊5周年を迎えた。5周年を記念し、キラモと読者の交流会『キラピチ読者開放日』、原宿ALTAにて『キラピチ読者スナップ撮影会』、抽選で選ばれた読者が撮影見学やモデル体験が出来る『表紙撮影見学ツアー』『キラモ体験』等のイベントが開催された。
キラピチはファッションの他キャラクターも取り扱っており、すみっコぐらし、リラックマ、ちいかわ等多くの人気キャラクターが出ている。なおそのキャラクターのシールが毎月載っている。その他には漫画、占い、エンタメ等のページもある。
付録は主にすみっコぐらしのものが多かったが、2023年からちいかわやオリジナルデザインのものも多くなり、2024年からキャラクターなしのオリジナルデザインのものが多くなった。
（2024年2月号、4月号現在）

## 主なキラモ
現役モデル
- 小西希帆
- 高橋舞
- 益子咲良
- 宮島さゆき
- 鷲見奏怜
- 春木美彩
- 千原ゆら
- 渡部紗絵
- 海乃夕陽[3]
- 久松かのん[4]
- 森さあや[5]

2025年卒業のOG
- 若松美咲
- 紫原夕莉乃
- 大西佑奈

2024年卒業のOG
- 池辺璃桜
- 高松咲希
- 禾本珠彩
- 今西彩路
- 俵積田小春

2023年卒業のOG
- 鎌田英怜奈
- 堀江美咲
- 佐藤結愛
- 野崎珠愛

2022年卒業のOG
- 服部ニコ
- 岡本愛莉
- 畑幸来
- 清水香帆
- 山田真優

2021年卒業のOG
- 井尾心美
- 小川彩（乃木坂46）[6]
- 狩野海音
- 佐藤不二子

2020年卒業のOG
- 斉藤萌紅美
- 熊井戸花
- 大山蒼生
- 田中杏

2019年卒業のOG
- 瑞城さくら
- 小梛真梨
- 長澤樹
- 菅詩織
- 安藤心絆

2018年卒業のOG
- 阿部美月
- 本庄風月
- 佐藤莉瑚

2017年卒業のOG
- 宮野陽名
- 原菜乃華
- 森千優
- 萩原彩恵

2016年卒業のOG
- 福原遥[7]
- 白本彩奈
- 豊田留妃
- 福田涼奈

2014年卒業のOG
- 浜辺美波
- 山本花織
- 瀬間彩海
- 土岐瑞葵
- 山崎美月
- 村瀬リリヤ

## 漫画
キラピチには毎月漫画も掲載されている。作者はいずれも水沢めぐみ。
- マジカルドリーム★キラピチ5

さくらんぼダイアリーの前に連載されていた。全37話。
あらすじは、小学５年生の吉良こころは、ある日、 魔法の力できれいなお姉さんに変身し、
人気モデルユニット「キラピチ５」のひとりとして、 あこがれていたモデルの仕事をすることになる。夢に向かってがんばる少女をドキドキとワクワクのマジカルストーリーとした描いた作品。
- さくらんぼダイアリー

2025年4月号まで掲載されていた。
ストーリー概要は、ふたごの姉妹・苑川咲と沙羅は、いつもクラスの注目の的。クラスメートたちと繰り広げる、友情あり、恋ありのドキドキストーリー。